# Live from SoHo (album de Taylor Swift)
Pour les articles homonymes, voir Live from SoHo.
Albums de Taylor Swift
Sounds of the Season: The Taylor Swift Holiday Collection 
(2007) Beautiful Eyes
(2008)
Live from SoHo est le premier album live de la chanteuse américaine de country pop Taylor Swift. Il est sorti le 15 janvier 2008 comme un Exclusive EP pour iTunes. Il a été enregistré chez Soho Apple Store à New-York.